# Yorkshire Sculpture Park
Lo Yorkshire Sculpture Park (YSP) è una galleria d'arte all'aperto di West Bretton, nelle vicinanze di Wakefield, in Inghilterra.

## Descrizione
Il parco si trova sul confine fra il West e il South Yorkshire e occupa 500 acri dei terreni di Bretton Hall, una tenuta del XVIII secolo che fu usata come villa di famiglia fino alla metà del XX secolo, quando divenne il Bretton Hall College. L'area è occupata da capricci, scorci paesaggistici decorativi, e strutture architettoniche del XVIII secolo fra cui il parco e il rifugio dei cervi (trasformato da James Turrell in un'installazione), una ghiacciaia, e una serra delle camelie. Il museo comprende una delle più grandi collezioni di bronzi in tutta Europa di Henry Moore e le opere di altri artisti di fama internazionale come Barbara Hepworth.